# 뮤직 스테이션
《뮤직 스테이션》(ミュージックステーション, MUSIC STATION)은 1986년 10월 24일부터 매주 금요일 20:00 ~ 20:54 (JST)에 생방송 되고 있는 최장수 음악 방송이다. 스테레오 방송, HD 제작 (2003년 10월 13일 ~ ), 프로그램 연동 데이터 방송 (2010년 1월 15일 ~ )이 실시되고 있다. 애칭은 M스테(Mステ), MS, M스테이션(Mステーション)
2002년 10월 18일부터 키 스테이션인 TV 아사히와 오카야마현 및 후쿠오카현의 ANN 지역 민방 네트워크인 세토나이카이 방송, 규슈 아사히 방송에는 프로그램 생방송 직전인 19:54 ~ 20:00 (JST)에 《미니스테》가 생방송 되고 있다.

## 개요
프로그램 제작국인 TV아사히를 비롯한, 아사히 방송(이하 ABC - 긴키 광역권), 나고야 TV 방송(이하 NBN - 주쿄 광역권), 규슈 아사히 방송(이하 KBC), 히로시마 홈 TV, 시즈오카 아사히 TV(구 시즈오카 현민 방송) 등 24개 ANN 지역 민방 네트워크를 통해서, 전국적으로 일제히 송출한다.
초창기에 처음 방송을 시작할 때는 엔카가수가 출연하고 있었으며 진행자도 타모리가 아닌 전문 사회자 세키구치 히로시였다.
 하지만 시청률이 저조 하면서 프로그램이 시작한 지 반년 후인 1987년 3월 진행자를 지금의 진행자인 타모리로 바꾸었고 동시에 엔카가수의 출연을 줄이면서 지금처럼 젊은 시청자들이 보는 프로그램으로 발전하게 된다.
악곡을 중심으로 방송하기 때문에 토크 등 음악 외적 요소를 중시하는 《우타방》같은 프로그램에 출연하지 않는 아티스트들도 많이 나온다.
1월 2째주와 6월 마지막주(혹은 7월 첫째주)의 스페셜을 제외하면 생방송으로 진행하고 있다.
남성 방청객을 받지 않지만, 연말 특집 생방송인 '뮤직 스테이션 슈퍼 라이브'는 남성도 방청할 수 있으므로, 만 18세 이하의 미성년자의 경우, 지바현의 청소년 건전 육성 조례에 따라 생방송 도중 11시 이전에 자진 귀가하도록 규정하고 있다.

## 사회
메인 MC
- 세키구치 히로시 (1986년 10월 24일 ~ 1987년 3월 27일)
- 타모리 (1987년 4월 3일 ~ )

서브 MC
- 나카하라 리에 (1986년 10월 24일 ~ 1987년 9월 25일)
- 마쓰이 야스마사 (1987년 4월 3일 ~ 1990년 3월 23일, 부임 후 반년간은 스튜디오 서브)
- 이쿠시마 히로시 (1990년 4월 13일 ~ 1993년 9월 24일)
- 아리가 사쓰키 (1993년 4월 9일 ~ 1996년 3월 22일, 부임 후 반년간은 스튜디오 서브)
- 시모히라 사야카 (1996년 4월 5일 ~ 2000년 3월 31일)
- 다케우치 에미 (2000년 4월 14일 ~ 2004년 3월 12일)
- 도 마리코 (2004년 4월 9일 ~ 2008년 9월 12일)
- 다케우치 요시에 (2008년 10월 3일 ~ 2013년 9월 27일)
- 히로나카 아야카 (2013년 10월 18일 ~ 현재)

스튜디오 서브
- 하야미 유 (1986년 10월 24일 ~ 1987년 3월 27일)

스튜디오 서브·중계 리포터
- 기노시타 지카코 (1987년 10월 2일 ~ 1990년 3월 23일)

### 사회자 변천·마이크 색깔
| 기간 | 메인            | 메인 | 서브            | 서브 | 스튜디오 서브   | 스튜디오 서브 |
| --- | --------------- | ---- | --------------- | ---- | --------------- | ------------- |
| 1986년 10월 24일 ~ 1987년 3월 27일 | 세키구치 히로시 | ■    | 나카하라 리에   | ■    | 하야미 유       | ■             |
| 1987년 4월 3일 ~ 1987년 9월 25일 | 타모리          | ■    | 나카하라 리에   | ■    | 마쓰이 야스마사 | ■             |
| 1987년 10월 2일 ~ 1990년 3월 23일 | 타모리          | ■    | 마쓰이 야스마사 | ■    | 기노시타 지카코 | ■             |
| 1990년 4월 13일 ~ 1993년 3월 19일 | 타모리          | ■    | 이쿠시마 히로시 | ■    | (부재)          | (부재)        |
| 1993년 4월 9일 ~ 1993년 9월 24일 | 타모리          | ■    | 이쿠시마 히로시 | ■    | 아리가 사쓰키   | ■             |
| 1993년 10월 15일 ~ 1996년 3월 22일 | 타모리          | ■    | 아리가 사쓰키   | ■    | (폐지)          | (폐지)        |
| 1996년 4월 5일 ~ 2000년 3월 31일 | 타모리          | ■    | 시모히라 사야카 | ■    | (폐지)          | (폐지)        |
| 2000년 4월 14일 ~ 2002년 3월 22일 | 타모리          | ■    | 다케우치 에미   | ■    | (폐지)          | (폐지)        |
| 2002년 4월 ~ 2004년 3월 12일 | 타모리          | ■    | 다케우치 에미   | ■    | (폐지)          | (폐지)        |
| 2004년 4월 9일 ~ 2006년 3월 | 타모리          | ■    | 도 마리코       | ■    | (폐지)          | (폐지)        |
| 2006년 4월 21일 ~ 2007년 3월 16일 | 타모리          | ■    | 도 마리코       | ■    | (폐지)          | (폐지)        |
| 2007년 4월 6일 ~ 2008년 9월 12일 | 타모리          | ■    | 도 마리코       | □ ■  | (폐지)          | (폐지)        |
| 2008년 10월 3일 ~ 2009년 12월 11일 | 타모리          | ■    | 다케우치 요시에 | ■    | (폐지)          | (폐지)        |
| 2010년 1월 22일 ~ 2013년 9월 27일 | 타모리          | ■    | 다케우치 요시에 | ■    | (폐지)          | (폐지)        |
| 2013년 10월 18일 ~ 현재 | 타모리          | ■    | 히로나카 아야카 | ■    | (폐지)          | (폐지)        |
| - 1 마쓰이, 기노시타 (당시), 시모히라, 다케우치 에미, 도, 다케우치 요시에는 TV 아사히 아나운서. - 2 이쿠시마는 전 TBS 아나운서, 아리가는 전 후지 TV 아나운서. - 3 2013년 10월 18일부터 히로나카 아야카 TV 아사히 아나운서가 (서브)진행. 마이크 색상은 물색. |                 |      |                 |      |                 |               |

## 주요 코너

### 현재 코너
싱글 랭킹 BEST10
1주일동안 독자적으로 음악 리서치 회사(오리콘 차트)에 의뢰해서 작성·통계한 싱글 CD 랭킹이 10위부터 1위까지 순서대로 발표된다.
이외에는 앨범 랭킹 BEST10이나 DVD 랭킹 BEST10도 소개된다.
프로그램이 매주 금요일에 생방송 되기 때문에 오리콘 등의 주간 차트와는 순위가 다를 수도 있다.
순위는 주로 뮤직 비디오로 발표되지만, 발매 전 《뮤직 스테이션》에 출연했다면 그 때의 영상으로 발표된다.

#### 역대 싱글 랭킹 1위

##### 2000년
| 1월 - 1월 14일 - Mr.Children 《口笛》 - 1월 21일 - 라르크 앙 시엘 《NEO UNIVERSE / finale》 - 1월 28일 - 모닝구무스메 《恋のダンスサイト》 2월 - 2월 4일 - 사잔 올 스타즈 《TSUNAMI》 - 2월 11일 - B'z 《今夜月の見える丘に》 - 2월 18일 - 사잔 올 스타즈 《TSUNAMI》 - 2월 25일 - 사잔 올 스타즈 《TSUNAMI》 3월 - 3월 3일 - 사잔 올 스타즈 《TSUNAMI》 (3주 연속, 통산 4주) - 3월 10일 - 킨키 키즈 《好きになってく 愛してく / KinKiのやる気まんまんソング》 - 3월 17일 - 킨키 키즈 《好きになってく 愛してく / KinKiのやる気まんまんソング》 (2주 연속) 4월 - 4월 14일 - 아라시 《SUNRISE日本 / HORIZON》 - 4월 21일 - 우타다 히카루 《Wait&See～リスク～》 - 4월 28일 - 후쿠야마 마사하루 《桜坂》 5월 - 5월 5일 - 후쿠야마 마사하루 《桜坂》 - 5월 12일 - 후쿠야마 마사하루 《桜坂》 (3주 연속) - 5월 19일 - 모닝구무스메 《ハッピーサマーウェディング》 - 5월 26일 - B'z 《May》 6월 - 6월 2일 - B'z 《May》 (2주 연속) - 6월 9일 - 하마사키 아유미 《SEASONS》 - 6월 16일 - 하마사키 아유미 《SEASONS》 (2주 연속) - 6월 23일 - 킨키 키즈 《夏の王様 / もう君以外愛せない》 | 7월 - 7월 7일 - 우타다 히카루 《For You / タイム・リミット》 - 7월 14일 - B'z 《juice》 - 7월 21일 - 글레이 《MERMAID》 - 7월 28일 - 풋치모니 《青春時代1.2.3! / バイセコー大成功！》 8월 - 8월 4일 - 사잔 올 스타즈 《TSUNAMI》 - 8월 11일 - Mr.Children 《NOT FOUND》 - 8월 18일 - Mr.Children 《NOT FOUND》 (2주 연속) - 8월 25일 - 글레이 《とまどい / SPECIAL THANKS》 9월 - 9월 1일 - SMAP 《らいおんハート》 - 9월 8일 - 모닝구무스메 《I WISH》 - 9월 15일 - SMAP 《らいおんハート》 (통산 2주) 10월 - 10월 20일 - 유즈 《飛べない鳥》 - 10월 27일 - MISIA 《Everything》 11월 - 11월 3일 - MISIA 《Everything》 (2주 연속) - 11월 10일 - 아라시 《感謝カンゲキ雨嵐》 - 11월 17일 - 글레이 《Missing You》 - 11월 24일 - MISIA 《Everything》 (통산 3주) 12월 - 12월 1일 - J-FRIENDS 《I WILL GET THERE》 - 12월 8일 - MISIA 《Everything》 (통산 4주) - 12월 15일 - 하마사키 아유미 《M》 |

##### 2001년
| 1월 - 1월 12일 - 사잔 올 스타즈 《TSUNAMI》 - 1월 19일 - 미니모니 《ミニモニ。ジャンケンぴょん! / 春夏秋冬だいすっき!》 - 1월 26일 - 미니모니 《ミニモニ。ジャンケンぴょん! / 春夏秋冬だいすっき!》 (2주 연속) 2월 - 2월 2일 - 하마사키 아유미 《evolution》 - 2월 9일 - 킨키 키즈 《ボクの背中には羽根がある》 - 2월 16일 - 킨키 키즈 《ボクの背中には羽根がある》 (2주 연속) - 2월 23일 - 우타다 히카루 《Can You Keep A Secret?》 3월 - 3월 2일 - 우타다 히카루 《Can You Keep A Secret?》 (2주 연속) - 3월 9일 - 하마사키 아유미 《NEVER EVER》 - 3월 16일 - B'z 《ultra soul》 4월 - 4월 13일 - CHEMISTRY 《PIECES OF A DREAM》 - 4월 20일 - 아라시 《君のために僕がいる》 - 4월 27일 - 글레이 《GLOBAL COMMUNICATION》 5월 - 5월 4일 - N.M.L 《ZERO LANDMINE》 - 5월 11일 - N.M.L 《ZERO LANDMINE》 (2주 연속) - 5월 18일 - 하마사키 아유미 《Endless sorrow》 - 5월 25일 - 킨키 키즈 《情熱》 6월 - 6월 1일 - 킨키 키즈 《情熱》 (2주 연속) - 6월 8일 - CHEMISTRY 《Point of No Return / 君をさがしてた～The Wedding Song～》 - 6월 15일 - CHEMISTRY 《Point of No Return / 君をさがしてた～The Wedding Song～》 - 6월 22일 - CHEMISTRY 《Point of No Return / 君をさがしてた～The Wedding Song～》 (3주 연속) - 6월 29일 - 미키 도잔 《Lifetime Respect》 | 7월 - 7월 6일 - 쿠와타 케이스케 《波乗りジョニー》 - 7월 13일 - 하마사키 아유미 《UNITE!》 8월 - 8월 3일 - 아라시 《時代》 - 8월 10일 - B'z 《GOLD》 - 8월 17일 - 우타다 히카루 《Can You Keep A Secret?》 - 8월 24일 - Mr.Children 《優しい歌》 - 8월 31일 - Mr.Children 《優しい歌》 (2주 연속) 9월 - 9월 7일 - 라르크 앙 시엘 《Spirit dreams inside -another dream-》 - 9월 14일 - 미니모니 《ミニモニ。テレフォン！リンリンリン / ミニモニ。バスガイド》 10월 - 10월 19일 - 하이도 《Evergreen》 - 10월 26일 - 쿠와타 케이스케 《白い恋人達》 11월 - 11월 2일 - 모닝구무스메 《Mr.Moonlight～愛のビッグバンド～》 - 11월 9일 - Mr.Children 《youthful days》 - 11월 16일 - 킨키 키즈 《Hey!みんな元気かい？》 - 11월 23일 - 탄포포 《王子様と雪の夜》 - 11월 30일 - 우타다 히카루 《traveling》 12월 - 12월 7일 - 우타다 히카루 《traveling》 (2주 연속) - 12월 14일 - 하마사키 아유미&KEIKO 《a song is born》 |

##### 2002년
| 1월 - 1월 11일 - 우타다 히카루 《Can You Keep A Secret?》 - 1월 18일 - 쿠라키 마이 《Winter Bells》 - 1월 25일 - 드래곤 애쉬 《Life goes on》 2월 - 2월 1일 - 드래곤 애쉬 《Life goes on》 (2주 연속) - 2월 8일 - 아라시 《a Day in Our Life》 - 2월 15일 - 아라시 《a Day in Our Life》 (2주 연속) - 2월 22일 - 모닝구무스메 《そうだ！We're ALIVE》 3월 - 3월 1일 - 글레이 《Way of Difference》 - 3월 8일 - 글레이 《Way of Difference》 (2주 연속) - 3월 15일 - 드래곤 애쉬 《FANTASISTA》 - 3월 22일 - 우타다 히카루 《光》 4월 - 4월 19일 - 아라시 《ナイスな心意気》 - 4월 26일 - 하마사키 아유미 《Free & Easy》 5월 - 5월 3일 - 킨키 키즈 《カナシミ ブルー》 - 5월 10일 - 우타다 히카루 《SAKURAドロップス》 - 5월 17일 - 우타다 히카루 《SAKURAドロップス》 - 5월 24일 - 우타다 히카루 《SAKURAドロップス》 (3주 연속) - 5월 31일 - 도모토 츠요시 《街 / 溺愛ロジック》 6월 - 6월 7일 - B'z 《熱き鼓動の果て》 - 6월 14일 - B'z 《熱き鼓動の果て》 (2주 연속) - 6월 21일 - V6 : V6 feat.Shoo(S.E.S) 《Feel your breeze : one》 - 6월 28일 - 쿠와타 케이스케 《東京》 | 7월 - 7월 5일 - 쿠와타 케이스케 《東京》 (2주 연속) - 7월 19일 - 하지메 지토세 《ワダツミの木》 - 7월 26일 - 하마사키 아유미 《H》 8월 - 8월 2일 - 하마사키 아유미 《H》 - 8월 9일 - 하마사키 아유미 《H》 - 8월 16일 - 하마사키 아유미 《H》 (4주 연속) - 8월 23일 - w-inds. 《Because of you》 - 8월 30일 - TETSU69 《蜃気楼》 9월 - 9월 6일 - 히라이 켄 《大きな古時計》 - 9월 13일 - 히라이 켄 《大きな古時計》 (2주 연속) 10월 - 10월 18일 - 아라시 《PIKA☆NCHI》 - 10월 25일 - 킨키 키즈 《solitude～真実のサヨナラ～》 11월 - 11월 1일 - 모닝구무스메 《ここにいるぜぇ！》 - 11월 8일 - T.M.Revolution 《INVOKE -インヴォーク-》 - 11월 15일 - CHEMISTRY 《It Takes Two / SOLID DREAM / MOVE ON》 - 11월 22일 - 고맛토 《SHALL WE LOVE?》 - 11월 29일 - 립 슬라임 《BLUE BE-BOP》 12월 - 12월 6일 - TOKIO 《ding-dong/glider》 - 12월 13일 - Mr.Children 《HERO》 |

##### 2003년
| 1월 - 1월 17일 - 하마사키 아유미 《H》 - 1월 24일 - 시이나 링고 《茎(STEM)～大名遊ビ編～》 - 1월 31일 - 우타다 히카루 《COLORS》 2월 - 2월 7일 - 우타다 히카루 《COLORS》 (2주 연속) - 2월 14일 - RUI(시바사키 코우) 《月のしずく》 - 2월 21일 - I WiSH 《明日への扉》 - 2월 28일 - I WiSH 《明日への扉》 (2주 연속) 3월 - 3월 7일 - SMAP 《世界に一つだけの花》 - 3월 14일 - SMAP 《世界に一つだけの花》 (2주 연속) 4월 - 4월 18일 - 175R 《空に唄えば》 - 4월 25일 - 175R 《空に唄えば》 (2주 연속) 5월 - 5월 2일 - 모리야마 나오타로 《さくら（独唱）》 - 5월 9일 - 모리야마 나오타로 《さくら（独唱）》 - 5월 16일 - 모리야마 나오타로 《さくら（独唱）》 - 5월 23일 - 모리야마 나오타로 《さくら（独唱）》 (4주 연속) - 5월 30일 - V6 《Darling》 6월 - 6월 6일 - EXILE 《Breezin'～Together～》 - 6월 13일 - 킨키 키즈 《心に夢を君には愛を / ギラ☆ギラ》 - 6월 20일 - 킨키 키즈 《心に夢を君には愛を / ギラ☆ギラ》 (2주 연속) - 6월 27일 - 사잔 올 스타즈 《「勝手にシンドバッド」胸さわぎのスペシャルボックス》 | 7월 - 7월 4일 - 사잔 올 스타즈 《「勝手にシンドバッド」胸さわぎのスペシャルボックス》 (2주 연속) - 7월 11일 - SMAP 《世界に一つだけの花》 - 7월 25일 - 사잔 올 스타즈 《涙の海で抱かれたい～SEA OF LOVE～》 8월 - 8월 1일 - 사잔 올 스타즈 《涙の海で抱かれたい～SEA OF LOVE～》 - 8월 8일 - 사잔 올 스타즈 《涙の海で抱かれたい～SEA OF LOVE～》 (3주 연속) - 8월 15일 - 킨키 키즈 《薄荷キャンディー》 - 8월 22일 - 하마사키 아유미 《forgiveness》 - 8월 29일 - 후쿠야마 마사하루 《虹 / ひまわり / それがすべてさ》 9월 - 9월 5일 - 후쿠야마 마사하루 《虹 / ひまわり / それがすべてさ》 - 9월 12일 - 후쿠야마 마사하루 《虹 / ひまわり / それがすべてさ》 (3주 연속) 10월 - 10월 17일 - 글레이 《BEAUTIFUL DREAMER / STREET LIFE》 - 10월 24일 - 유즈 《歩行者優先 / 濃》 - 10월 31일 - w-inds. 《Long Road》 11월 - 11월 7일 - 하마사키 아유미 《No way to say》 - 11월 14일 - 하마사키 아유미 《No way to say》 (2주 연속) - 11월 21일 - Mr.Children 《掌 / くるみ》 - 11월 28일 - Mr.Children 《掌 / くるみ》 12월 - 12월 5일 - Mr.Children 《掌 / くるみ》 (3주 연속) |

##### 2004년
| 1월 - 1월 16일 - 킨키 키즈 《ね、がんばるよ。》 - 1월 23일 - 킨키 키즈 《ね、がんばるよ。》 (2주 연속) - 1월 30일 - 글레이 《時の雫》 2월 - 2월 6일 - 라르크 앙 시엘 《READY STEADY GO》 - 2월 13일 - 라르크 앙 시엘 《READY STEADY GO》 (2주 연속) - 2월 20일 - 아라시 《PIKA☆☆NCHI DOUBLE》 - 2월 27일 - 오렌지 렌지 《ミチシルベ～a road home～》 3월 - 3월 5일 - 라르크 앙 시엘 《瞳の住人》 - 3월 12일 - &G(이나가키 고로) 《Wonderful Life》 4월 - 4월 23일 - 우타다 히카루 《誰かの願いが叶うころ》 - 4월 30일 - 우타다 히카루 《誰かの願いが叶うころ》 (2주 연속) 5월 - 5월 7일 - B'z 《BANZAI》 - 5월 14일 - NEWS 《希望～Yell～》 - 5월 21일 - 글레이 《天使のわけまえ / ピーク果てしなく ソウル限りなく》 - 5월 28일 - Mr.Children 《Sign》 6월 - 6월 4일 - 라르크 앙 시엘 《自由への招待》 - 6월 11일 - 도모토 츠요시 《WAVER》 - 6월 18일 - 오렌지 렌지 《ロコローション》 - 6월 25일 - 오렌지 렌지 《ロコローション》 (2주 연속) | 7월 - 7월 9일 - 범프 오브 치킨 《オンリー ロンリー グローリー》 - 7월 16일 - 이나바 코시 《Wonderland》 - 7월 23일 - 사잔 올 스타즈 《君こそスターだ / 夢に消えたジュリア》 8월 - 8월 6일 - 글레이 《Blue Jean》 - 8월 13일 - NEWS 《紅く燃ゆる太陽》 - 8월 27일 - 오렌지 렌지 《チェスト》 9월 - 9월 3일 - B'z 《ARIGATO》 - 9월 10일 - Gorie with Jasmine&Joann 《Mickey》 - 9월 17일 - Gorie with Jasmine&Joann 《Mickey》 (2주 연속) - 9월 24일 - 칸쟈니∞ 《浪花いろは節》 10월 - 10월 8일 - 하마사키 아유미 《CAROLS》 - 10월 16일 - 히라이 켄 《思いがかさなるその前に・・・》 - 10월 22일 - 오렌지 렌지 《花》 - 10월 29일 - 오렌지 렌지 《花》 11월 - 11월 5일 - 오렌지 렌지 《花》 - 11월 12일 - 오렌지 렌지 《花》 - 11월 19일 - 오렌지 렌지 《花》 (5주 연속) - 11월 26일 - 사잔 올 스타즈 《愛と欲望の日々 / LONELY WOMAN》 12월 - 12월 3일 - 사잔 올 스타즈 《愛と欲望の日々 / LONELY WOMAN》 (2주 연속) |

##### 2005년
| 1월 - 1월 14일 - 오렌지 렌지 《花》 - 1월 21일 - SMAP 《友だちへ～Ｓａｙ Ｗｈａｔ Ｙｏｕ Ｗｉｌｌ～》 2월 - 2월 25일 - 오렌지 렌지 《＊～アスタリスク～》 3월 - 3월 4일 - 오렌지 렌지 《＊～アスタリスク～》 (2주 연속) - 3월 11일 - B'z 《愛のバクダン》 4월 - 4월 22일 - 하마사키 아유미 《ＳＴＥＰ ｙｏｕ / ｉｓ ｔｈｉｓ ＬＯＶＥ？》 - 4월 29일 - 하마사키 아유미 《ＳＴＥＰ ｙｏｕ / ｉｓ ｔｈｉｓ ＬＯＶＥ？》 (2주 연속) 5월 - 5월 6일 - 타키 앤 츠바사 《仮面 / 未来航海》 - 5월 20일 - 라르크 앙 시엘 《叙情詩》 - 5월 27일 - 오렌지 렌지 《ラブ・パレード》 6월 - 6월 3일 - 오렌지 렌지 《ラブ・パレード》 (2주 연속) - 6월 10일 - 오렌지 렌지 《お願い！セニョリータ》 - 6월 17일 - 킨키 키즈 《ビロードの闇》 - 6월 24일 - V6 《UTAO-UTAO》 | 7월 - 7월 15일 - \|NEWS 《TEPPEN》 - 7월 29일 - SMAP 《BANG!BANG!バカンス!》 8월 - 8월 5일 - 하마사키 아유미 《fairyland》 - 8월 12일 - B'z 《OCEAN》 - 8월 19일 - B'z 《OCEAN》 (2주 연속) - 8월 26일 - 오렌지 렌지 《キズナ》 9월 - 9월 2일 - 오렌지 렌지 《キズナ》 (2주 연속) - 9월 9일 - NANA starring MIKA NAKASHIMA 《GLAMOROUS SKY》 - 9월 16일 - 칸쟈니∞ 《好きやねん、大阪。 / 桜援歌（Oh!ENKA) / 無限大》 10월 - 10월 28일 - 히라이 켄 《POP STAR》 11월 - 11월 4일 - 슈지와 아키라 《青春アミーゴ》 - 11월 11일 - 슈지와 아키라 《青春アミーゴ》 - 11월 18일 - 슈지와 아키라 《青春アミーゴ》 - 11월 25일 - SMAP 《Triangle》 12월 - 12월 2일 - 슈지와 아키라 《青春アミーゴ》 (3주 연속, 통산 4주) - 12월 9일 - 레미오로멘 《粉雪》 |

##### 2006년
| 1월 - 1월 20일 - 타키 앤 츠바사 《Venus》 - 1월 27일 - B'z 《衝動》 2월 - 2월 3일 - ENDLICHERI☆ENDLICHERI 《ソメイヨシノ》 - 2월 10일 - Janne Da Arc 《振り向けば・・・ / Destination》 - 2월 17일 - TOKIO 《Mr. Traveling Man》 - 2월 24일 - 하이도 《SEASON'S CALL》 3월 - 3월 3일 - EXILE 《YES!》 - 3월 10일 - 하마사키 아유미 《Startin' / Born To Be...》 - 3월 17일 - NEWS 《サヤエンドウ / 裸足のシンデレラボーイ》 - 3월 31일 - 코부쿠로 《桜》 4월 - 4월 21일 - SMAP 《Dear WOMAN》 - 4월 28일 - 케츠메이시 《旅人》 5월 - 5월 5일 - 케츠메이시 《旅人》 (2주 연속) - 5월 12일 - 오렌지 렌지 《チャンピオーネ》 - 5월 19일 - 아라시 《きっと大丈夫》 - 5월 26일 - 후쿠야마 마사하루 《milk tea / 美しき花》 6월 - 6월 2일 - 야마시타 토모히사 《抱いてセニョリータ》 - 6월 9일 - B'z 《SPLASH!》 - 6월 16일 - V6 《グッデイ！！》 - 6월 23일 - 하마사키 아유미 《BLUE BIRD》 | 7월 - 7월 7일 - Mr.Children 《箒星》 - 7월 14일 - 도모토 코이치 《Deep in your heart / +MILLION but-Love》 - 7월 21일 - KAT-TUN 《SIGNAL》 - 7월 28일 - 킨키 키즈 《夏模様》 8월 - 8월 4일 - 아라시 《アオゾラペダル》 - 8월 11일 - 사잔 올 스타즈 《DIRTY OLD MAN～さらば夏よ～》 - 8월 18일 - 사잔 올 스타즈 《DIRTY OLD MAN～さらば夏よ～》 (2주 연속) - 8월 25일 - TOKIO 《宙船（そらふね） / do! do! do!》 9월 - 9월 1일 - GYM 《フィーバーとフューチャー》 - 9월 8일 - 아마네 카오루(사와지리 에리카) 《タイヨウのうた》 10월 - 10월 20일 - 코다 쿠미 《夢のうた/ふたりで・・・》 - 10월 27일 - 키사라즈 캣츠아이 feat.MCU 《シーサイド・ばいばい》 11월 - 11월 3일 - 키사라즈 캣츠아이 feat.MCU 《シーサイド・ばいばい》 (2주 연속) - 11월 10일 - 모닝구무스메 《歩いてる》 - 11월 17일 - Mr.Children 《しるし》 - 11월 24일 - 범프 오브 치킨 《涙のふるさと》 12월 - 12월 1일 - 킨키 키즈 《Harmony of December》 - 12월 8일 - KAT-TUN 《僕らの街で》 |

##### 2007년
| 1월 - 1월 12일 - KAT-TUN 《Real Face》 - 1월 19일 - 글레이 《100万回のKISS》 - 1월 26일 - Mr.Children 《フェイク》 2월 - 2월 2일 - V6 《HONEY BEAT / 僕と僕らのあした》 - 2월 9일 - ENDLICHERI☆ENDLICHERI 《空が泣くから》 - 2월 16일 - EXILE 《道》 - 2월 23일 - 아라시 《Love so sweet》 3월 - 3월 2일 - 우타다 히카루 《Flavor Of Life》 - 3월 9일 - 우타다 히카루 《Flavor Of Life》 (2주 연속) 4월 - 4월 27일 - 킨키 키즈 《BRAND NEW SONG》 5월 - 5월 11일 - B'z 《永遠の翼》 - 5월 18일 - 쿠와타 케이스케 《明日晴れるかな》 - 5월 25일 - 쿠와타 케이스케 《明日晴れるかな》 (2주 연속) 6월 - 6월 1일 - 라르크 앙 시엘 《SEVENTH HEAVEN》 - 6월 8일 - KAT-TUN 《喜びの歌》 - 6월 15일 - KAT-TUN 《喜びの歌》 (2주 연속) - 6월 22일 - 각트 《RETURNER～闇の終焉～》 | 7월 - 7월 13일 - Golden Circle feat.테라오카 요히토/마츠토야 유미/유즈 《ミュージック》 - 7월 20일 - 하마사키 아유미 《glitter / fated》 - 7월 27일 - 오오츠카 아이 《PEACH / HEART》 8월 - 8월 3일 - Hey! Say! 7 《Hey! Say!》 - 8월 10일 - 타키 앤 츠바사 《SAMURAI》 - 8월 17일 - 오다 카즈마사 《こころ》 - 8월 24일 - 쿠와타 케이스케 《風の詩を聴かせて》 - 8월 31일 - 라르크 앙 시엘 《MY HEART DRAWS A DREAM》 9월 - 9월 7일 - 아라시 《Happiness》 - 9월 14일 - 킨키 키즈 《永遠に》 10월 - 10월 26일 - 범프 오브 치킨 《花の名》 11월 - 11월 2일 - Mr.Children 《旅立ちの唄》 - 11월 16일 - 헤이! 세이! 점프 《Ultra Music Power》 - 11월 30일 - KAT-TUN 《Keep the faith》 12월 - 12월 7일 - 쿠와타 케이스케 《ダーリン》 |

##### 2008년
| 1월 - 1월 18일 - 동방신기 《Purple Line》 - 1월 25일 - 래드윔프스 《オーダーメイド》 2월 - 2월 1일 - 아오야마 텔마 《そばにいるね》 - 2월 8일 - KAT-TUN 《LIPS》 - 2월 15일 - KAT-TUN 《LIPS》 (2주 연속) - 2월 22일 - 아라시 《Step and Go》 - 2월 29일 - NEWS 《太陽のナミダ》 3월 - 3월 7일 - SMAP 《そのまま / White Message》 - 3월 14일 - 칸쟈니∞ 《ワッハッハー》 4월 - 4월 18일 - B'z 《BURN -フメツノフェイス-》 - 4월 25일 - 슈치신 《羞恥心》 5월 - 5월 2일 - 마이즈 츠카사 《No more》 - 5월 9일 - NEWS 《SUMMER TIME》 - 5월 16일 - KAT-TUN 《DON'T U EVER STOP》 - 5월 23일 - 헤이! 세이! 점프 《Dreams come true》 - 5월 30일 - GReeeeN 《キセキ》 6월 - 6월 6일 - GReeeeN 《キセキ》 (2주 연속) - 6월 13일 - 글레이 《VERB》 - 6월 20일 - 테고마스 《アイアイ傘》 | 7월 - 7월 11일 - 퍼퓸 《love the world》 - 7월 18일 - 동방신기 《どうして君を好きになってしまったんだろう？》 - 7월 25일 - 헤이! 세이! 점프 《Your Seed / 冒険ライダー》 8월 - 8월 1일 - Mr.Children 《GIFT》 - 8월 15일 - 사잔 올 스타즈 《I AM YOUR SINGER》 - 8월 22일 - 아라시 《truth / 風の向こうへ》 - 8월 29일 - 킨키 키즈 《Secret Code》 9월 - 9월 5일 - Mr.Children 《HANABI》 10월 - 10월 17일 - 동방신기 《呪文 -MIROTIC-》 - 10월 24일 - 헤이! 세이! 점프 《真夜中のシャドーボーイ》 - 10월 31일 - 칸쟈니∞ 《無責任ヒーロー》 11월 - 11월 7일 - 아라시 《Beautiful days》 - 11월 14일 - 아라시 《Beautiful days》 (2주 연속) - 11월 21일 - 우버월드 《儚くも永久のカナシ》 - 11월 28일 - EXILE 《LAST CHRISTMAS》 12월 - 12월 5일 - KAT-TUN 《White X'mas》 |

##### 2009년
| 1월 - 1월 9일 - 아라시 《truth / 風の向こうへ》 - 1월 16일 - 아키모토 준코 《愛のままで…》 - 1월 23일 - 동방신기 《Bolero / Kiss The Baby Sky / 忘れないで》 2월 - 2월 13일 - KAT-TUN 《ONE DROP》 - 2월 20일 - aiko 《milk / 嘆きのキス》 - 2월 27일 - 하마사키 아유미 《Rule / Sparkle》 3월 - 3월 6일 - 아라시 / 야노 켄타 starring Satoshi Ohno 《Believe / 曇りのち、快晴》 - 3월 13일 - KAT-TUN 《RESCUE》 4월 - 4월 24일 - 동방신기 《Share The World / ウィーアー!》 5월 - 5월 1일 - NEWS 《恋のABO》 - 5월 8일 - 타키자와 히데아키 《シャ・ラ・ラ / 無限の羽》 - 5월 15일 - w-inds. 《Rain Is Fallin'/HYBRID DREAM》 - 5월 22일 - 후쿠야마 마사하루 《化身》 - 5월 29일 - 아라시 《明日の記憶 / Crazy Moon～キミ・ハ・ムテキ～》 6월 - 6월 5일 - 아라시 《明日の記憶 / Crazy Moon～キミ・ハ・ムテキ～》 (2주 연속) - 6월 12일 - YUI 《again》 - 6월 19일 - V6 《スピリット》 | 7월 - 7월 3일 - 아라시 《Everything》 - 7월 10일 - 아라시 《Everything》 (2주 연속) - 7월 17일 - 나카야마 유마 w/B.I.Shadow / NYC Boys 《悪魔な恋 / NYC》 - 7월 31일 - 도모토 코이치 《妖 ～あやかし～》 8월 - 8월 7일 - B'z 《イチブトゼンブ / DIVE》 - 8월 14일 - B'z 《イチブトゼンブ / DIVE》 (2주 연속) - 8월 21일 - 히카와 키요시 《ときめきのルンバ》 - 8월 28일 - SMAP 《そっと きゅっと / スーパースター★》 9월 - 9월 4일 - V6 《GUILTY》 - 9월 11일 - 도모토 츠요시 《RAIN》 10월 - 10월 16일 - B'z 《MY LONELY TOWN》 - 10월 23일 - AKB48 《RIVER》 - 10월 30일 - 킨키 키즈 《スワンソング》 11월 - 11월 6일 - 칸쟈니∞ 《急☆上☆Show!!》 - 11월 13일 - 아라시 《マイガール》 - 11월 20일 - 야마시타 토모히사 《Loveless》 - 11월 27일 - LANDS 《BANDAGE》 12월 - 12월 11일 - 쿠와타 케이스케 《君にサヨナラを》 |

##### 2010년
| 1월 - 1월 22일 - YUI 《GLORIA》 - 1월 29일 - 동방신기 《BREAK OUT!》 2월 - 2월 5일 - aiko 《戻れない明日》 - 2월 19일 - AKB48 《桜の栞》 3월 - 3월 5일 - 아라시 《Troublemaker》 - 3월 12일 - 아라시 《Troublemaker》 (2주 연속) 4월 - 4월 16일 - 범프 오브 치킨 《HAPPY》 - 4월 23일 - 범프 오브 치킨 《魔法の料理 ～君から君へ～》 - 4월 30일 - 방과 후 티타임 《GO! GO! MANIAC》 5월 - 5월 7일 - AAA 《逢いたい理由 / Dream After Dream ～夢から醒めた夢～》 - 5월 14일 - KAT-TUN 《Going!》 - 5월 21일 - 아라시 《Monster》 - 5월 28일 - AKB48 《ポニーテールとシュシュ》 6월 - 6월 4일 - AKB48 《ポニーテールとシュシュ》 (2주 연속) - 6월 11일 - 기무라 카에라 《Ring a Ding Dong》 | 7월 - 7월 9일 - 아라시 《To Be Free》 - 7월 16일 - 아라시 《To Be Free》 (2주 연속) - 7월 30일 - 야마시타 토모히사 《One in a million》 8월 - 8월 6일 - SMAP 《This is love》 - 8월 13일 - 후쿠야마 마사하루 《蛍 / 少年》 - 8월 20일 - AKB48 《ヘビーローテーション》 - 8월 27일 - 칸쟈니∞ 《LIFE ～目の前の向こうへ～》 9월 - 9월 3일 - 칸쟈니∞ 《LIFE ～目の前の向こうへ～》 (2주 연속) 10월 - 10월 15일 - 아라시 《Dear Snow》 - 10월 22일 - NYC 《よく遊びよく学べ》 - 10월 29일 - AKB48 《Beginner》 11월 - 11월 12일 - 아라시 《果てない空》 - 11월 19일 - KAT-TUN 《CHANGE UR WORLD》 - 11월 26일 - 타키 앤 츠바사 《愛はタカラモノ》 12월 - 12월 3일 - 킨키 키즈 《Family ～ひとつになること》 |

##### 2011년
| 1월 - 1월 21일 - 야마시타 토모히사 《はだかんぼー》 - 1월 28일 - 동방신기 《Why? (Keep Your Head Down)》 2월 - 2월 4일 - KAT-TUN 《ULTIMATE WHEELS》 - 2월 18일 - AKB48 《桜の木になろう》 - 2월 25일 - 아라시 《Lotus》 3월 - 3월 4일 - 아카니시 진 《Eternal》 4월 - 4월 22일 - 칸쟈니∞ 《T.W.L／イエローパンジーストリート》 5월 - 5월 13일 - 칸쟈니∞ 《マイホーム》 - 5월 20일 - KAT-TUN 《WHITE》 - 5월 27일 - AKB48 《Ｅｖｅｒｙｄａｙ、カチューシャ》 6월 - 6월 3일 - AKB48 《Ｅｖｅｒｙｄａｙ、カチューシャ》 (2주 연속) - 6월 10일 - 칸쟈니∞ 《３６５日家族》 - 6월 17일 - 킨키 키즈 《Time》 - 6월 24일 - 마에다 아츠코 《Ｆｌｏｗｅｒ》 | 7월 - 7월 15일 - 이타노 토모미 《ふいに》 - 7월 22일 - 동방신기 《Superstar》 8월 - 8월 5일 - KAT-TUN 《RUN FOR You》 - 8월 12일 - Kis-My-Ft2 《Everybody Go》 - 8월 19일 - 칸쟈니∞ 《ツブサニコイ》 - 8월 26일 - AKB48 《フライングゲット》 9월 - 9월 2일 - 후쿠야마 마사하루 《家族になろうよ / fighting pose》 - 9월 9일 - 도모토 츠요시 《Nijiの詩》 10월 - 10월 21일 - NMB48 《オーマイガー！》 - 10월 28일 - AKB48 《風は吹いている》 11월 - 11월 11일 - SKE48 《オキドキ》 - 11월 18일 - Sexy Zone 《Sexy Zone》 12월 - 12월 2일 - KAT-TUN 《BIRTH》 - 12월 9일 - AKB48 《上からマリコ》 |

##### 2012년
| 1월 - 1월 20일 - 범프 오브 치킨 《グッドラック》 - 1월 27일 - SKE48 《片想いFinally》 2월 - 2월 3일 - SKE48 《片想いFinally》 (2주 연속) - 2월 10일 - NMB48 《純情U-19》 - 2월 17일 - AKB48 《GIVE ME FIVE!》 - 2월 24일 - 헤이! 세이! 점프 《SUPER DELICATE》 3월 - 3월 2일 - 야마시타 토모히사 《愛、テキサス》 - 3월 9일 - 아라시 《ワイルド アット ハート》 4월 - 4월 27일 - SMAP 《さかさまの空》 5월 - 5월 18일 - SKE48 《アイシテラブル！》 - 5월 25일 - AKB48 《真夏のSounds good !》 6월 - 6월 1일 - AKB48 《真夏のSounds good !》 (2주 연속) - 6월 15일 - 칸쟈니∞ 《愛でした。》 - 6월 22일 - EXILE 《ALL NIGHT LONG》 | 7월 - 7월 13일 - 동방신기 《ANDROID》 - 7월 27일 - 에이트 레인저 《ER》 8월 - 8월 10일 - NMB48 《ヴァージニティー》 - 8월 17일 - Kis-My-Ft2 《WANNA BEEEE!!!/Shake It Up》 - 8월 24일 - 노기자카46 《走れ！Bicycle》 - 8월 31일 - AKB48 《ギンガムチェック》 9월 - 9월 7일 - 칸쟈니∞ 《あおっぱな》 - 9월 14일 - KAT-TUN 《不滅のスクラム》 10월 - 10월 19일 - 사시하라 리노 with 안리레 《意気地なしマスカレード》 - 10월 26일 - SUPER☆GiRLS 《赤い情熱》 11월 - 11월 9일 - NMB48 《北川謙二》 - 11월 16일 - Kis-My-Ft2 《アイノビート》 - 11월 23일 - 와타나베 마유 《ヒカルものたち》 |

##### 2013년
| 1월 - 1월 18일 - 동방신기 《Catch Me -If you wanna-》 - 1월 25일 - 모닝구무스메 《Ｈｅｌｐ ｍｅ！！》 2월 - 2월 1일 - SKE48 《チョコの奴隷》 - 2월 15일 - Kis-My-Ft2 《My Resistance -タシカナモノ- ／ 運命Girl》 - 2월 22일 - AKB48 《So long !》 4월 - 4월 26일 - 칸쟈니∞ 《へそ曲がり／ここにしかない景色》 5월 - 5월 17일 - KAT-TUN 《FACE to Face》 - 5월 24일 - AKB48 《さよならクロール》 - 5월 31일 - 아라시 《Endless Game》 6월 - 6월 7일 - SMAP 《Joy!!》 | 8월 - 8월 23일 - AKB48 《恋するフォーチュンクッキー》 - 8월 30일 - AKB48 《恋するフォーチュンクッキー》 (2주 연속) 9월 - 9월 6일 - HKT48 《メロンジュース》 - 9월 13일 - 도모토 츠요시 《瞬き》 10월 - 10월 18일 - 2PM 《Winter Games》 - 10월 25일 - 킨키 키즈 《まだ涙にならない悲しみが/恋は匂へと散りぬるを》 11월 - 11월 1일 - AKB48 《ハート・エレキ》 - 11월 15일 - Kis-My-Ft2 《SNOW DOMEの約束 / Luv Sick》 12월 - 12월 13일 - AKB48 《鈴懸なんちゃら》 |

##### 2014년
| 1월 - 1월 31일 - 모닝구무스메'14 《笑顔の君は太陽さ／君の代わりは居やしない／What is LOVE?》 2월 - 2월 7일 - 헤이! 세이! 점프 《AinoArika／愛すればもっとハッピーライフ》 - 2월 14일 - 아라시 《Bittersweet》 - 2월 28일 - AKB48 《前しか向かねえ》 3월 - 3월 14일 - HKT48 《桜、みんなで食べた》 4월 - 4월 11일 - SMAP 《Yes we are/ココカラ》 - 4월 18일 - 모닝구무스메'14 《時空を超え 宇宙を超え／Password is 0》 - 4월 25일 - 자니스WEST 《ええじゃないか》 5월 - 5월 2일 - 아라시 《GUTS!》 - 5월 16일 - Sexy Zone 《King & Queen & Joker》 - 5월 23일 - AKB48 《ラブラドール・レトリバー》 - 5월 30일 - 아라시 《誰も知らない》 6월 - 6월 6일 - KAT-TUN 《In Fact》 - 6월 13일 - NEWS 《ONE -for the win-》 - 6월 20일 - 김현중 《HOT SUN》 | 7월 - 7월 11일 - 노기자카46 《夏のFree&Easy》 8월 - 8월 8일 - 에이트 레인저 《ER2》 - 8월 29일 - AKB48 《心のプラカード》 9월 - 9월 5일 - 헤이! 세이! 점프 《ウィークエンダー / 明日へのYELL》 - 9월 12일 - 사잔 올 스타즈 《東京VICTORY》 10월 - 10월 17일 - 칸쟈니∞ 《言ったじゃないか / CloveR》 - 10월 24일 - V6 《Sky's The Limit》 - 10월 31일 - Dream5+ブリー隊長 《ダン・ダン ドゥビ・ズバー！》 11월 - 11월 21일 - Sexy Zone 《君にHITOMEBORE》 - 11월 28일 - AKB48 《希望的リフレイン》 12월 - 12월 5일 - 칸쟈니∞ 《がむしゃら行進曲》 |

##### 2015년
| 1월 - 1월 23일 - KAT-TUN 《Dead or Alive》 2월 - 2월 6일 - 자니스WEST 《ズンドコ パラダイス》 - 2월 13일 - 시부타니 스바루 《記憶 / ココロオドレバ》 - 2월 20일 - SMAP 《華麗なる逆襲／ユーモアしちゃうよ》 - 2월 27일 - 아라시 《Sakura》 4월 - 4월 24일 - HKT48 《12秒》 5월 - 5월 1일 - 헤이! 세이! 점프 《Chau♯／我 I Need You》 - 5월 8일 - V6 《Timeless》 - 5월 15일 - 아라시 《青空の下、キミのとなり》 - 5월 22일 - AKB48 《僕たちは戦わない》 - 5월 29일 - AKB48 《僕たちは戦わない》 (2주 연속) 6월 - 6월 5일 - 칸쟈니∞ 《強く 強く 強く》 - 6월 12일 - B'z 《RED》 - 6월 19일 - 방탄소년단 《FOR YOU》 | 7월 - 7월 10일 - 3代目 J Soul Brothers from EXILE TRIBE 《Summer Madness》 - 7월 24일 - 노기자카46 《太陽ノック》 - 7월 31일 - 노기자카46 《太陽ノック》 (2주 연속) 8월 - 8월 7일 - 칸쟈니∞ 《前向きスクリーム!》 - 8월 21일 - 후쿠야마 마사하루 《I am a HERO》 9월 - 9월 4일 - 아라시 《愛を叫べ》 - 9월 11일 - SMAP 《Otherside／愛が止まるまでは》 10월 - 10월 23일 - 헤이! 세이! 점프 《キミアトラクション》 11월 - 11월 13일 - 칸쟈니∞ 《関ジャニ∞の元気が出るCD‼》 [앨범 랭킹] - 11월 20일 - 킨키 키즈 《夢を見れば傷つくこともある》 - 11월 27일 - HKT48 feat.기시단 《しぇからしか!》 AKB48 《0と1の間》 [앨범 랭킹] 12월 - 12월 4일 - 칸쟈니∞ 《侍唄（さむらいソング）》 |

##### 2016년
| 1월 - 1월 22일 - NEWS 《ヒカリノシズク/Touch》 - 1월 29일 - SMAP 《世界に一つだけの花》 (통산 3주) 2월 - 2월 5일 - BOYS AND MEN 《Wanna be !》 빅뱅 《MADE SERIES》 [앨범 랭킹] - 2월 12일 - KAT-TUN 《TRAGEDY》 - 2월 19일 - 코부시팩토리 《桜ナイトフィーバー／チョット愚直に! 猪突猛進／押忍! こぶし魂》 - 2월 26일 - 아라시 《復活LOVE》 3월 - 3월 11일 - AKB48 《君はメロディー》 4월 - 4월 15일 - HKT48 《74億分の1の君へ》 - 4월 22일 - 자니스WEST 《逆転Winner》 - 4월 29일 - NMB48 《甘噛み姫》 5월 - 5월 6일 - Sexy Zone 《勝利の日まで》 - 5월 13일 - 헤이! 세이! 점프 《真剣SUNSHINE》 - 5월 20일 - 아라시 《I seek/Daylight》 - 5월 27일 - 아라시 《I seek/Daylight》 (2주 연속) 6월 - 6월 10일 - V6 《Beautiful World》 - 6월 24일 - Kis-My-Ft2 《I SCREAM》 [앨범 랭킹] | 7월 - 7월 8일 - 칸쟈니∞ 《罪と夏》 - 7월 22일 - 킨키 키즈 《薔薇と太陽》 - 7월 29일 - 노기자카46 《裸足でSummer》 8월 - 8월 12일 - 케야키자카46 《世界には愛しかない》 - 8월 19일 - SKE48 《金の愛、銀の愛》 - 8월 26일 - Kis-My-Ft2 《Sha la la☆Summer Time》 9월 - 9월 2일 - AKB48 《LOVE TRIP/しあわせを分けなさい》 - 9월 9일 - HKT48 《最高かよ》 10월 - 10월 14일 - 칸쟈니∞ 《パノラマ》 - 10월 21일 - Sexy Zone 《よびすて》 - 10월 28일 - 헤이! 세이! 점프 《Fantastic Time》 11월 - 11월 4일 - 킨키 키즈 《道は手ずから夢の花》 - 11월 18일 - AKB48 《ハイテンション》 12월 - 12월 2일 - 케야키자카46 《二人セゾン》 |

##### 2017년
| 1월 - 1월 27일 - 칸쟈니∞ 《なぐりガキBEAT》 2월 - 2월 3일 - 칸쟈니∞ 《なぐりガキBEAT》 (2주 연속) - 2월 24일 - Hey! Say! JUMP 《OVER THE TOP》 (마지막) |

#### 연간 퍼펙트 랭킹 1위 획득 곡 (1995 - 2009)
| 연도   | 제목                   | 가수                                     |
| ------ | ---------------------- | ---------------------------------------- |
| 1995년 | TOMORROW               | 오카모토 마요                            |
| 1996년 | LA・LA・LA LOVE SONG   | 구보타 도시노부 with 나오미 캠벨         |
| 1997년 | CAN YOU CELEBRATE?     | 아무로 나미에                            |
| 1998년 | 夜空ノムコウ           | SMAP                                     |
| 1999년 | Automatic              | 우타다 히카루                            |
| 2000년 | TSUNAMI                | 사잔 올 스타즈                           |
| 2001년 | Can You Keep A Secret? | 우타다 히카루                            |
| 2002년 | H                      | 하마사키 아유미                          |
| 2003년 | 世界に一つだけの花     | SMAP                                     |
| 2004년 | 花                     | 오렌지 렌지                              |
| 2005년 | 青春アミーゴ           | 슈지와 아키라                            |
| 2006년 | Real Face              | KAT-TUN                                  |
| 2007년 | 千の風になって         | 아키카와 마사후미                        |
| 2008년 | truth/風の向こうへ     | 아라시                                   |
| 2009년 | Believe/曇りのち、快晴 | 아라시 / 야노 켄타 starring Satoshi Ohno |

MUSIC QUESTION? (MQ)
2009년 10월 16일부터 시작되었다.
시청자가 엽서나 편지, 이메일로 보내 온 음악, 아티스트에 대한 궁금증을 모아 방송에서 소개한다. 채용되면 프로그램 특제 티슈를 받을 수 있다. 처음에는 VTR로 소개되었으나, 현재는 다케우치 요시에 아나운서가 직접 소개하는 형태로 바뀌었다.
BIRTH YEAR SONGS
2010년 2월 19일부터 시작되었다.
특정 해에 히트한 곡을 동갑인 시청자나 출연자와 연관지어 소개한다. 이 코너를 보는 사람들이 대부분 학생이기 때문에 특정 학교에 방문해 학생들에게 직접 들려주고 감상을 이끌어낸다. 특히 최근에는 출연 아티스트의 출신지나 모교에 방문하기도 한다.
아티스트 이미지 일제조사 M스테 국민 투표
본래 프로그램 홈페이지에서 이뤄지던 투표였으나, 2011년 5월 20일 방송분부터 프로그램에서 소개되기 시작하였다.

### 비정기 코너
Young Guns (YG)
2005년 2월 18일 800회 스페셜부터 시작되었다. 앞으로의 활약이 기대되는 아티스트를 소개하는 특집 코너이다. 2007년 2월 18일부터는 프로그램 홈페이지에서 'Young Guns에 나와주었으면 하는 아티스트' 투표도 이뤄지고 있다.

#### Young Guns 등장한 아티스트
| 아티스트                        | 출연일           | 곡 명                           |
| ------------------------------- | ---------------- | ------------------------------- |
| 하이 앤 마이티 칼라 언더 그래프 | 2005년 2월 18일  | PRIDE ツバサ                    |
| YUI                             | 2005년 2월 25일  | feel my soul                    |
| SE7EN                           | 2005년 3월 4일   | 光                              |
| K                               | 2005년 3월 11일  | over...                         |
| 쇼난노카제                      | 2005년 4월 22일  | カラス                          |
| Rie fu                          | 2005년 4월 29일  | I Wanna Go To A Place...        |
| 오쿠다 미와                     | 2005년 5월 27일  | 雨と夢のあとに                  |
| DEPAPEPE                        | 2005년 6월 10일  | START                           |
| 쓰바키야 시주소                 | 2005년 6월 17일  | 紫陽花                          |
| Def Tech                        | 2005년 6월 24일  | My Way, KONOMAMA                |
| 윤하                            | 2005년 9월 2일   | ほうき星, タッチ                |
| BEAT CRUSADERS                  | 2005년 9월 16일  | I CAN SEE CLEARLY NOW, FEEL     |
| AAA                             | 2005년 9월 16일  | BLOOD on FIRE                   |
| 가토 미리야                     | 2005년 11월 4일  | ジョウネツ                      |
| HOME MADE 가족                  | 2006년 1월 20일  | サルビアのつぼみ                |
| Aqua Timez                      | 2006년 1월 27일  | 等身大のラブソング              |
| 안도 유코                       | 2006년 2월 10일  | のうぜんかつら (リプライズ)     |
| SunSet Swish                    | 2006년 3월 17일  | マイペース                      |
| 이키모노가카리                  | 2006년 4월 21일  | SAKURA                          |
| 가미키 아야                     | 2006년 4월 28일  | ピエロ                          |
| 미히마루 GT                     | 2006년 5월 5일   | 気分上々↑↑                      |
| 안젤라 아키                     | 2006년 6월 2일   | This Love                       |
| Captain Straydum                | 2006년 6월 9일   | 風船ガム                        |
| SEAMO                           | 2006년 8월 4일   | ルパン・ザ・ファイヤー          |
| 시드                            | 2006년 8월 18일  | 雷音                            |
| SUEMITSU & THE SUEMITH          | 2006년 8월 25일  | Astaire                         |
| 후미도                          | 2006년 9월 1일   | 愛してる                        |
| 다이나카 사치                   | 2006년 9월 8일   | 最高の片想い                    |
| 챗몬치                          | 2006년 11월 17일 | シャングリラ                    |
| 펑키 몽키 베이비즈              | 2007년 2월 2일   | Lovin' Life                     |
| JYONGRI                         | 2007년 2월 23일  | Possession                      |
| 슈퍼플라이                      | 2007년 4월 6일   | ハロー・ハロー                  |
| 아타리 코스케                   | 2007년 5월 18일  | 花                              |
| ET-KING                         | 2007년 6월 1일   | 愛しい人へ                      |
| 스테파니                        | 2007년 6월 8일   | 君がいる限り                    |
| DOPING PANDA                    | 2007년 6월 15일  | I'll be there                   |
| 마쓰시타 나오                   | 2007년 7월 13일  | Moonshine ~月あかり~            |
| 몽키매직                        | 2007년 7월 27일  | 空はまるで                      |
| RSP                             | 2007년 8월 17일  | Lifetime Respect -女編-         |
| 퍼퓸                            | 2008년 1월 18일  | Baby cruising Love              |
| 아오야마 테루마 feat. SoulJa    | 2008년 1월 25일  | そばにいるね                    |
| 시미즈 쇼타                     | 2008년 2월 22일  | HOME                            |
| Sotte Bosse                     | 2008년 3월 7일   | ひらり                          |
| 후쿠하라 미호                   | 2008년 4월 25일  | CHANGE                          |
| Base Ball Bear                  | 2008년 5월 9일   | changes                         |
| 카리유시58                      | 2008년 5월 16일  | ウクイウタ                      |
| 기마구렌                        | 2008년 5월 30일  | LIFE                            |
| 하타 모토히로                   | 2008년 6월 6일   | 虹が消えた日                    |
| NICO Touches the Walls          | 2008년 8월 15일  | Broken Youth                    |
| 걸 넥스트 도어                  | 2008년 9월 5일   | 偶然の確率                      |
| 플럼풀                          | 2008년 10월 17일 | 花になれ                        |
| 스캔들                          | 2008년 10월 24일 | DOLL                            |
| MiChi                           | 2008년 11월 7일  | PROMiSE                         |
| Lil'B 에노모토 쿠루미           | 2008년 11월 28일 | キミに歌ったラブソング 冒険彗星 |
| monobright                      | 2009년 1월 16일  | アナタMAGIC                     |
| lego big morl                   | 2009년 2월 20일  | Ray                             |
| ROCK'A'TRENCH                   | 2009년 3월 6일   | My SunShine                     |
| Dew                             | 2009년 3월 27일  | Thank You                       |
| 시드                            | 2009년 5월 1일   | 嘘                              |
| 9mm Parabellum Bullet           | 2009년 6월 5일   | Black Market Blues              |
| May J.                          | 2009년 6월 19일  | Garden                          |
| 니시노 카나                     | 2009년 7월 10일  | 君に会いたくなるから            |
| lecca                           | 2009년 8월 14일  | For You                         |
| 힐크라임                        | 2009년 10월 23일 | 春夏秋冬                        |
| Galileo Galilei                 | 2010년 3월 5일   | ハマナスの花                    |
| DOES                            | 2010년 4월 30일  | バクチ・ダンサー                |
| JASMINE                         | 2010년 5월 21일  | DREAMIN'                        |
| 아베 마오                       | 2010년 6월 4일   | ロンリー                        |
| moumoon                         | 2010년 7월 30일  | Sunshine Girl                   |
| La PomPon                       | 2016년 3월 25일  | 運命のルーレット廻して          |

## 특별 방송

### 봄·가을 스페셜
매년 봄 (3월 혹은 4월), 가을 (9월 혹은 10월) 프로그램 개편 시기에 게스트 아티스트 6~7팀을 초대해 19:00 ~ 21:54 → 19:00 ~ 21:48 (JST)에 3시간 스페셜을 방송한다.

### 겨울·여름 스페셜
매년 1월(겨울) 첫 방송과 여름(6월 마지막 및 7월 첫) 방송을 20:00 ~ 21:54 → 20:00 ~ 21:48 (JST)에 2시간 스페셜 (생방송이 아닌 녹화 방송)로 방송한다. 이 스페셜에는 게스트 아티스트는 출연하지 않고 메인 사회자 타모리와 서브 사회자(TV 아사히의 여성 아나운서)만 출연한다.

### 슈퍼 라이브 (연말 특집 생중계 방송)
매년 12월에 열리는 연말 특집 생중계 방송으로, 지난 한 해를 보내고, 호화 게스트 아티스트가 꾸미는 뮤직 스테이션 슈퍼 라이브가 장장 4시간 동안 생중계된다. 1992년부터 방송이 시작되었고, 통상 방송이 진행되는 TV 아사히 본사가 아닌 도쿄 베이 NK홀에서 개최되었다. 그러나 2005년 6월부로 폐관되어 2004년에는 사이타마 슈퍼 아레나에서, 2005년부터는 마쿠하리 멧세에서 개최되고 있다.
한편, 방송 시간이 장장 2시간 반 (1992년·1993년 ) → 2시간 (1994년) → 2시간 45분 (1995년) → 3시간 45분 (1996년 ~ 2002년) → 4시간 5분 (2003년) → 4시간 10분 (2004년 ~ 현재)로 해마다 길어지고 있다. 현재는 19:00 ~ 23:10 (JST).
정규 방송에서는 곡순이 중시되지 않지만, 뮤스테 슈퍼 라이브에선, NHK 홍백가합전, FNS 가요제나 기타 지역 민영방송국의 연말 특집 생방송 프로그램처럼, 판매량이나 서열 등으로 곡순이 결정되고, 중간중간 중진격의 베테랑이 기용된다.

### 1팀 스페셜
- 1994년 8월 18일 DREAMS COME TRUE Magic Journey Special Live
- 1994년 9월 2일 CHAGE&ASKA 15주년 기념 스페셜
- 2008년 8월 8일 사잔 올 스타즈 30주년 기념 스페셜

## 미니 스테이션 (미니스테)
《미니스테》는 TV 아사히계열에서 2002년 10월 18일부터 일부 광역(간토 광역권·오카야마현, 후쿠오카현)권역에서 방송되는 프로그램이다. 방송 시간은 《뮤직 스테이션》이 방송 되기 직전인 19:54 ~ 22:00.

### 개요
진행은 《뮤직 스테이션》의 서브 MC가 담당하고 있다. 프로그램 시작부터 2004년 3월까지는 아나운서 다케우치 에미가, 2004년 4월부터 2008년 9월싸지는 아나운서 도 마리코가, 2008년 10월부터 2013년 9월까지는 아나운서 다케우치 요시에가, 그리고 2013년 10월부터 현재는 히로나카 아야카가, 그 날 게스트 아티스트 가운데 1팀(혹은 2팀)과 토크를 진행한다. 프로그램 시작 이후 대부분 자니즈 사무소 소속의 아티스트가 출연하고 있다.
한편, SMAP은 기본적으로 SMAP만 출연하지만, 2010년 7월 18일 방송에서는 벳키♪#와 함께 출연하였다.

## 주제가
1. 1986년 10월 24일 ~ 1990년 3월 23일 : 뮤직 스테이션 오리지널 테마 (마에다 노리오)
  - 방송 초기 : LOVE STATION (하야마 유)
2. 1990년 4월 13일 ~ 1992년 3월 20일 : The Desire (원제 : DESIRE,THE* 욕망) (요코제키 아츠시)
  - 앨범 SEA OF JOY에 수록
3. 1992년 4월 10일 ~ 현재 : # 1090 ~Thousand Dreams~ (마쓰모토 다카히로 (B'z))
  - 엔딩
    - 1992년 4월 10일 ~ 2002년 2월 22일 : どうしても君を失いたくない - Instrumental - (코러스 : 오구로 마키)
      - 미니 앨범 FRIENDS에 수록

    - 2002년 3월 1일 ~ 현재 : # 1090[千夢一夜]
      - 앨범 華에 수록

## 타이틀 로고·컬러 링크
초대 (방송 개시 ~ 2003년 9월 12일)뮤직-MUSIC STATION-스테이션
- TV 아사히에서 방송되었던 보도방송 뉴스 스테이션의 로고를 모방한 초대 로고. 뮤직과 스테이션 (금색→흰색→금색) 사이에 영어 표기(컬러는 1987년경은 초록색, 1987년부터 1990년 3월까지는 은색, 1990년 4월부터 2003년 9월까지는 파란색). SPECIAL 색깔은 1990년대까지는 금색 (SPECIAL, 2000년대 이후는 SPECIAL).
  - 방송 개시 ~ 1987년경 :뮤직-MUSIC STATION-스테이션
  - 1987년 ~ 1990년 3월 :뮤직-MUSIC STATION-스테이션
  - 1990년 4월 ~ 1993년 3월 : 뮤직-MUSIC STATION-스테이션
  - 1993년 4월 ~ 1999년 12월 :뮤직-MUSIC STATION-스테이션
  - 2000년 1월 ~ 2003년 9월 12일 : 뮤직-MUSIC STATION-스테이션

2대 (2003년 10월 3일 ~ 2005년 4월 1일)뮤직-・MUSIC STATION・-스테이션
- 롯폰기 힐즈 신간사 이전을 계기로 초대 로고를 조금 변형시킨 2대 로고. 이 때 SPECIAL 로고는 분홍색 (SPECIAL).
  - 정규 방송 : 뮤직-・MUSIC STATION・-스테이션SPECIAL

3대 (2005년 4월 22일 ~ 2011년 9월 16일)“MUSIC STATION”▶▶
- 프로그램 시작 이래 처음으로 영어로만 표기한 타이틀. N 스테의 영어 로고와 보도 스테이션 로고(2004~2011)를 모방하녔다. 한편, 따옴표는 기울임체 로고일 경우 사용하지 않는다.
  - 2005년 4월 22일 ~ 2008년 3월 : "MUSIC STATION"▶▶
  - 2008년 4월 ~ 9월 12일 : "MUSIC STATION"▶▶
  - 2008년 10월 3일 ~ 2011년 9월 16일 :"MUSIC STATION"▶▶

(참고: 2013년 11월 현재의 로고색상은 1990~1993년의 진한 청색. 그리고, 보도 스테이션은 2011년 4월 프로그램 디자인 및 로고송 전면개편 이후, 현재의 붉은색 실선 연결로 변화.)

## 연혁·기록

### 방송 시간
전부 일본 시간 (JST)로 표기.
| 기간             | 기간            | 방송 시간 (정규 방송) | 방송 시간 (스페셜 방송) | 방송 시간 (스페셜 방송) |
| 기간             | 기간            | 방송 시간 (정규 방송) | 봄·가을                 | 겨울·여름               |
| ---------------- | --------------- | --------------------- | ----------------------- | ----------------------- |
| 1986년 10월 24일 | 2000년 3월      | 20:00 ~ 20:54 (54분)  | 19:00 ~ 21:54 (174분)   | 20:00 ~ 21:54 (114분)   |
| 2000년 3월 31일  | 2000년 3월 31일 | 20:00 ~ 20:54 (54분)  | 19:00 ~ 21:48 (168분)   | 20:00 ~ 21:54 (114분)   |
| 2000년 4월 14일  | 2000년 9월 15일 | 19:54 ~ 20:48 (54분)  | 19:00 ~ 21:48 (168분)   | 19:54 ~ 21:48 (114분)   |
| 2000년 10월 6일  | 현재            | 20:00 ~ 20:54 (54분)  | 19:00 ~ 21:48 (168분)   | 20:00 ~ 21:48 (108분)   |

### 출연 횟수 랭킹 베스트 15
| 순위   | 아티스트          | 출연 횟수 |
| ------ | ----------------- | --------- |
| 제1위  | 히카루겐지        | 234회     |
| 제2위  | TOKIO             | 116회     |
| 제3위  | SMAP              | 105회     |
| 제3위  | V6                | 105회     |
| 제5위  | KinKi Kids        | 93회      |
| 제6위  | 아라시            | 75회      |
| 제7회  | GLAY              | 66회      |
| 제8위  | 곤도 마사히코     | 59회      |
| 제9위  | 소년대            | 53회      |
| 제10위 | 라르크 앙 시엘    | 48회      |
| 제11위 | B'z               | 47회      |
| 제12위 | TUBE              | 46회      |
| 제12위 | 포르노그라피티    | 46회      |
| 제14위 | 후쿠야마 마사하루 | 44회      |
| 제15위 | Mr.Children       | 39회      |

| 순위   | 아티스트           | 출연 횟수 |
| ------ | ------------------ | --------- |
| 제1위  | 모리타카 지사토    | 78회      |
| 제2위  | 하마사키 아유미    | 76회      |
| 제3위  | 구도 시즈카        | 73회      |
| 제4위  | 아무로 나미에      | 63회      |
| 제5위  | 모닝구무스메       | 60회      |
| 제6위  | 나카모리 아키나    | 54회      |
| 제7위  | Every Little Thing | 46회      |
| 제7위  | 오기노메 요코      | 46회      |
| 제9위  | 아이코             | 44회      |
| 제10위 | DREAMS COME TRUE   | 43회      |
| 제10위 | 마쓰다 세이코      | 43회      |
| 제12위 | 나카야마 미호      | 41회      |
| 제13위 | 나카시마 미카      | 39회      |
| 제14위 | 고다 구미          | 36회      |
| 제15위 | 가하라 도모미      | 34회      |
| 제15위 | MAX                | 34회      |
| 제15위 | 오쓰카 아이        | 34회      |

### 순간 최고 시청률 랭킹 5
| 순위                                    | 방송 횟수 | 방송일           | 주요 내용                                                                        | 시청률 | 비고                                |
| --------------------------------------- | --------- | ---------------- | -------------------------------------------------------------------------------- | ------ | ----------------------------------- |
| 제1위                                   | 제300회   | 1993년 8월 27일  | CHAGE and ASKA의 차게가 외국인 코러스에게 바디 랭귀지로 통역한 순간              | 38.7%  | 제300회 기념 SP                     |
| 제2위                                   | 제565회   | 1999년 6월 18일  | 당시 만 16세인 우타다 히카루가 첫 등장에서 First Love를 다 부르고 미소 지은 순간 | 33.6%  |                                     |
| 제3위                                   | 제394회   | 1995년 10월 6일  | TRF SAM이 시청자가 보내온 초상화를 보고 무심코 썩은 미소를 지은 순간             | 29.2%  | 방송 개시 10년 돌입 SP              |
| 제4위                                   | 제500회   | 1997년 12월 26일 | B'z 이나바 코시가 スイマーよ!!를 열창하며 비명을 지른 순간                       | 28.4%  | 슈퍼 라이브'97                      |
| 제5위                                   | 제241회   | 1992년 4월 10일  | 프린세스 프린세스가 M 후렴을 열창한 순간                                         | 28.1%  | 시청자 리퀘스트 NO.1 곡을 부르는 SP |
| (시청률은 간토 지구·비디오 리서치 조사) |           |                  |                                                                                  |        |                                     |

### 방송 횟수 기념일
| 방송일           | 방송 횟수 |
| ---------------- | --------- |
| 1986년 10월 24일 | 첫회      |
| 1988년 12월 9일  | 100회     |
| 1991년 4월 12일  | 200회     |
| 1993년 8월 27일  | 300회     |
| 1995년 11월 24일 | 400회     |
| 1997년 12월 26일 | 500회     |
| 2000년 5월 5일   | 600회     |
| 2002년 8월 9일   | 700회     |
| 2005년 2월 18일  | 800회     |
| 2007년 8월 3일   | 900회     |
| 2010년 2월 12일  | 1000회    |

## 스태프
- 내레이터 : Ward Sexton, 핫토리 준, 유키 라인하트
- 구성 : 이토 마사히로, 모미노 다이키
- 슈퍼 바이저 : 스가와라 마사토요
- 테마곡 : 마쓰모토 다카히로(B'z)
- 스타일리스트 : 나카하라 마사토 (타모리 담당), 야마시타 쿠리코 (다케우치 요시에 담당)
- 메이크업 : MIKAMI YASUHIRO(Pittura) (다케우치 요시에 담당)
- 편성 기획 : 니카이도 요시아키, 모리 다이키 (TV 아사히)
- 홍보 : 미야타 나나에 (TV 아사히)
- 자료 조사 : 세구치 다이스케 (TV 아사히)
- 타임 키퍼 : 하세가와 나츠코, 나카사토 유코 (TV 아사히)
- 제작 진행 : 아사쿠라 키요미 (TV 아사히)
- FD : 요시오카 타쿠야 (TV 아사히)
- 디렉터 : 도자와 고이치, 이토 히로아키, 쿠리이 아츠시, 타치 치유리, 쓰네오카 코지, 오자키 아츠로, 아라타 아야코 (TV 아사히)
- 프로듀서 : 시미즈 가츠야 (TV 아사히)
- 책임 프로듀서 : 야마모토 다카오 (TV 아사히)
- 의상 협력 : ORIHICA, KOOKAI, BEAMS, fecture 외
- 자료 협력 : 오리콘
- 미술 : TV 아하시 크리에이트
- 제작 협력 : 다나베 에이전시
- 제작 : TV 아사히 뮤직
- 제작저직 : TV 아사히

## 같이 보기
- 보도 스테이션 - 이 프로그램(음악·예능부문)과 더불어, TV 아사히의 간판 프로그램(보도부문).
- 뉴스 스테이션 - '보도 스테이션'의 전신(1985~2004).
- 스마 스테이션 - 이 프로그램과 더불어, TV 아사히의 생방송 버라이어티 프로그램. 토요일 밤, SMAP멤버 카토리 싱고가 주 진행.
- 런던하츠 - 이 프로그램과 더불어, TV 아사히의 인기 예능 프로그램. 화요일 저녁 방송.
- 뮤직뱅크 - 대한민국의 최장수 인기 가요 순위 프로그램(KBS 예능본부 제작).